# 畝 (単位)
畝（せ、ほ）は、尺貫法における土地の面積の単位。日本のものは「せ」、中国のものは「ほ」と読み、同じ字を使うがその値や成り立ちが異なり、全く別のものである。日本の畝（せ）と区別するため、中国の畝を「ム」あるいは「ムー」と現代中国語音で呼ぶことがある。
どちらも畑の畝（うね）に由来するものと考えられる。

## 日本の畝
日本の畝（せ）は単純に歩（坪）の倍量単位となっており、30歩のことを指す。10畝を1反（段）とする。
明治時代に1尺＝10/33メートル=約0.303 030 303m と定められたので、1間 = 6尺 = 6X10/33m = 20/11m = 約1.818 181 818m、1歩（坪）= 1間 2 = (20/11m) 2 = 400/121 m2 = 約3.305 785 124 m2となり、1畝＝約99.173 554 平方メートルとなる。この値は1アール＝100平方メートルに非常に近いので、畝からメートル法のアールへの移行はスムーズに行われた。

## 中国の畝
畝（ほ、ム、ムー、簡体字: 亩; 拼音: mǔ）は、中国の伝統的な面積の単位で、6000平方尺（60平方丈）にあたる。これをアールに換算すると、1畝は約6.667アール、15畝が1ヘクタールになる。なお、メートル法のアールやヤード・ポンド法のエーカーにも畝の字を宛てており、区別のため、伝統的な畝を市畝、アールを公畝、エーカーを英畝という。
畝の定義は時代によって異なり、古くは6尺を歩とし、100平方歩（3600平方尺）を畝とした。商鞅の時に240平方歩（8640平方尺）を畝とし、その後は両方の畝が行われていたが、漢の武帝の時に240歩に統一された。
唐代以降は5尺を歩としたため、1畝 = 240平方歩 = 6000平方尺になった。
畝の面積も時代によって異なるが、唐以降はおおむね6アール程度であった。
メートル法への移行が進む現代中国でも、畝は今なお盛んに用いられる単位である。中国語の慣用句として、「三十畝地一頭牛」（現代の市畝で換算すれば、30畝 = 200アール）と言えば左うちわの安楽な生活をさす。逆に「一畝三分地」（同じく、1.3畝 = 約8.67アール）といえば個人がかろうじて暮らせるだけの狭い畑をさし、転じて自分だけの空間を意味し、しばしば個人ブログのタイトルに使われたり、他人と共同しない利己主義を批判するのに使われたりする。
2006年の中華人民共和国第十一次五カ年計画で、中国がその人口を養うために 1.2億ヘクタールの耕地を保持する必要があると規定されたが、これは一般に「18億畝」レッドライン（十八亿亩红线）と称される。